# Progonyleptoidellus orguensis
Progonyleptoidellus orguensis is een hooiwagen uit de familie Gonyleptidae.